# مقاطعة غرمسار
مقاطعة غرمسار (بالفارسية: شهرستان گرمسار) هي مقاطعة في محافظة سمنان في إيران . عاصمة المقاطعة غرمسار .